# منترولس-سو-واتان
منترولس-سو-واتان (به فرانسوی: Ménétréols-sous-Vatan) یک کمون در فرانسه است که در اندر واقع شده‌است. منترولس-سو-واتان ۲۷٫۸۳ کیلومتر مربع مساحت و ۱۲۱ نفر جمعیت دارد و ۲۱۱ متر بالاتر از سطح دریا واقع شده‌است.